# Fran Pérez
 (juillet 2024).
Si vous disposez d'ouvrages ou d'articles de référence ou si vous connaissez des sites web de qualité traitant du thème abordé ici, merci de compléter l'article en donnant les références utiles à sa vérifiabilité et en les liant à la section « Notes et références ».
Francisco Pérez Martínez, plus communément appelé Fran Pérez, né le 9 septembre 2002 à Valence en Espagne, est un footballeur espagnol qui évolue actuellement au poste de milieu de terrain au Valence CF.
Il est le fils de l’ancienne gloire du club Francisco Rufete.